# ISS-Expedition 36
ISS-Expedition 36 ist die Missionsbezeichnung für die 36. Langzeitbesatzung der Internationalen Raumstation (ISS). Die Mission begann mit dem Abkoppeln des Raumschiffs Sojus TMA-07M von der ISS am 13. Mai 2013. Das Ende wurde durch das Abkoppeln von Sojus TMA-08M am 10. September 2013 markiert.

## Mannschaft
- Pawel Wladimirowitsch Winogradow (3. Raumflug), Kommandant, (Russland/Roskosmos) (Sojus TMA-08M)
- Alexander Alexandrowitsch Missurkin (1. Raumflug), Bordingenieur, (Russland/Roskosmos) (Sojus TMA-08M)
- Christopher John Cassidy (2. Raumflug), Bordingenieur, (USA/NASA) (Sojus TMA-08M)

zusätzlich seit 29. Mai 2013
- Karen Lujean Nyberg (2. Raumflug), Bordingenieur, (USA/NASA) (Sojus TMA-09M)
- Fjodor Nikolajewitsch Jurtschichin (4. Raumflug), Bordingenieur, (Russland/Roskosmos) (Sojus TMA-09M)
- Luca Parmitano (1. Raumflug), Bordingenieur, (Italien/ESA) (Sojus TMA-09M)

### Ersatzmannschaft
Seit Expedition 20 wird wegen des permanenten Trainings für die Besatzungen keine offizielle Ersatzmannschaft mehr bekanntgegeben. Inoffiziell gelten die Backup-Crews der beiden Sojus-Zubringerraumschiffe TMA-08M und TMA-09M (siehe dort) als Ersatzmannschaft der Expedition 36. In der Regel kommen diese Crews dann jeweils zwei Missionen später selbst zum Einsatz.

## Missionsbeschreibung
Nach der Rückkehr des Raumschiffes Sojus TMA-07M zur Erde arbeitete die Besatzung zunächst zwei Wochen lang zu dritt. Am 28. Mai starteten Fjodor Jurtschichin, Karen Nyberg und Luca Parmitano mit Sojus TMA-09M von Baikonur aus und koppelten bereits nach 5 Stunden und 39 Minuten am Modul Rasswjet an. Während der bis zum 11. September geplanten Expedition 36 standen vielfältige Forschungsaufgaben auf den Gebieten Astronomie, Biologie, Chemie, Erderkundung, Materialwissenschaft, Physik und Technik auf dem Programm. Neben routinemäßigen Wartungsaufgaben an Lebenserhaltungs-, Kommunikations- und Energieversorgungssystemen wurden 5 Außenbordaufenthalte mit umfangreichen Arbeiten absolviert und 3 Frachtraumschiffe (ATV 4 „Albert Einstein“/15. Juni – 28. Oktober, Progress-M 20M/27. Juli – 28. Dezember, HTV Kounotori 4/9. August – 8. September) empfangen und entladen.
Während der ersten Wochen stand der Kühlmittelkreislauf des Energiezweigs 2B unter genauer Beobachtung. Hier war wenige Tage zuvor die Kühlmittelsteuerung ausgetauscht worden. Beim Ablegen von Sojus-TMA 07M kam es erneut zu einem Druckabfall, wobei aber keine Leckagen festgestellt werden konnten.
Zu den wissenschaftlichen Untersuchungen zählten BASS, UBNT, BCAT-4, Seedling Growth, Coulomb-Kristall, Plasma-Kristall, Matrjoschka, MikroBIOM, Pro K und FASES zu den technischen Erprobungen Fundoscope, Vane Gap 1, SPHERES und das Surface Telerobotic Experiment.
Im Rahmen von BASS (Burning and Supression of Solids) wurden Verbrennungsprozesse und deren Verlöschen an Festkörpern untersucht. Insgesamt wurden 13 Versuche mit unterschiedlichen Materialien in einer Handschuhbox durchgeführt. Diese sollen zu einer Verbesserung des Brandschutzes in der Schwerelosigkeit führen.
Bei UBNT (Ultrasound Background Noise Test) wurde der „Geräuschpegel“ im Bereich des Ultraschalls gemessen. Der für Menschen nicht hörbare Schall bedeutet eine hochfrequente Schwingung, die auch Mikrogravitationsexperimente empfindlich stören kann.
Mit BCAT (Binary Colloidal Alloy Test) werden seit vielen Jahren sogenannte Kolloide, das sind in Flüssigkeiten eingelagerte feste Partikel, untersucht. Ziel ist das Herausfinden von Bedingungen, unter denen sich die Partikel aneinanderlagern und Verklumpungen bilden. Diese Erkenntnisse, die man ohne den Einfluss der Schwerkraft gewinnt, können Erkenntnisse über die Hintergründe derartiger Anlagerungen bringen. Mittlerweile arbeitet man mit Technik der 4. Generation. Mit Emulsionen, also Gemischen zweier normalerweise nicht mischbarer Flüssigkeiten beschäftigt sich das Experiment FASES (Fundamental and Applied Studies of Emulsion Stability). Hier wurden ohne den Einfluss der Gravitation Erkenntnisse über Dynamik und Stabilität von Emulsionen gewonnen.
Für Seedling Growth wurden im European Modular Cultivation System, einem automatisch gesteuerten Mini-Gewächshaus, Setzlinge der Ackerschmalwand gepflanzt, in verschiedenen Entwicklungsstadien entnommen und für spätere Untersuchungen eingefroren. Bei Coulomb- bzw. Plasma-Kristall ging es um Untersuchungen an geladenen oder elektrisch neutralen Partikeln, deren Verhalten unter verschiedenen Druckbedingungen erfasst wurde. Dabei bilden sich kristallähnliche Strukturen, die auch Aufschluss über die Entstehung von Planeten in jungen Sonnensystemen Auskunft geben könnten.
Bei Matrjoschka handelt es sich um eine mit Strahlungsdetektoren gespickte Puppe, deren verschiedene Materialien unterschiedliche innere Organe simulieren sollen. Auf diese Weise kann man recht genau die Strahlenbelastung eines Menschen während eines Raumfluges im erdnahen Orbit herausfinden. Weitere Strahlungsmessgeräte sind in der gesamten Raumstation verteilt. Bei MikroBIOM wurden in regelmäßigen Abständen Abstriche verschiedener Körperstellen eines Raumfahrers gemacht und die Proben für eine weitere Untersuchung fixiert. So will man sich einen Überblick über die Besiedlung der Haut mit unterschiedlichen Mikroorganismen verschaffen. Im Rahmen von Pro K wird eine spezielle Diät eingehalten. Zweck ist es, über Urin- und Blutproben sowie Computertomographie herauszufinden, welchen Einfluss eine langandauernde Nahrungsumstellung auf die Erhaltung der Knochendichte und -form hat. Zurückliegende Untersuchungen haben gezeigt, dass verlorene Knochenmasse nach der Rückkehr auf die Erde zwar wieder zu alter Stärke aufgebaut wird, dabei jedoch Hohlräume im Knochen zurückbleiben, die Auswirkungen auf die Stabilität haben.

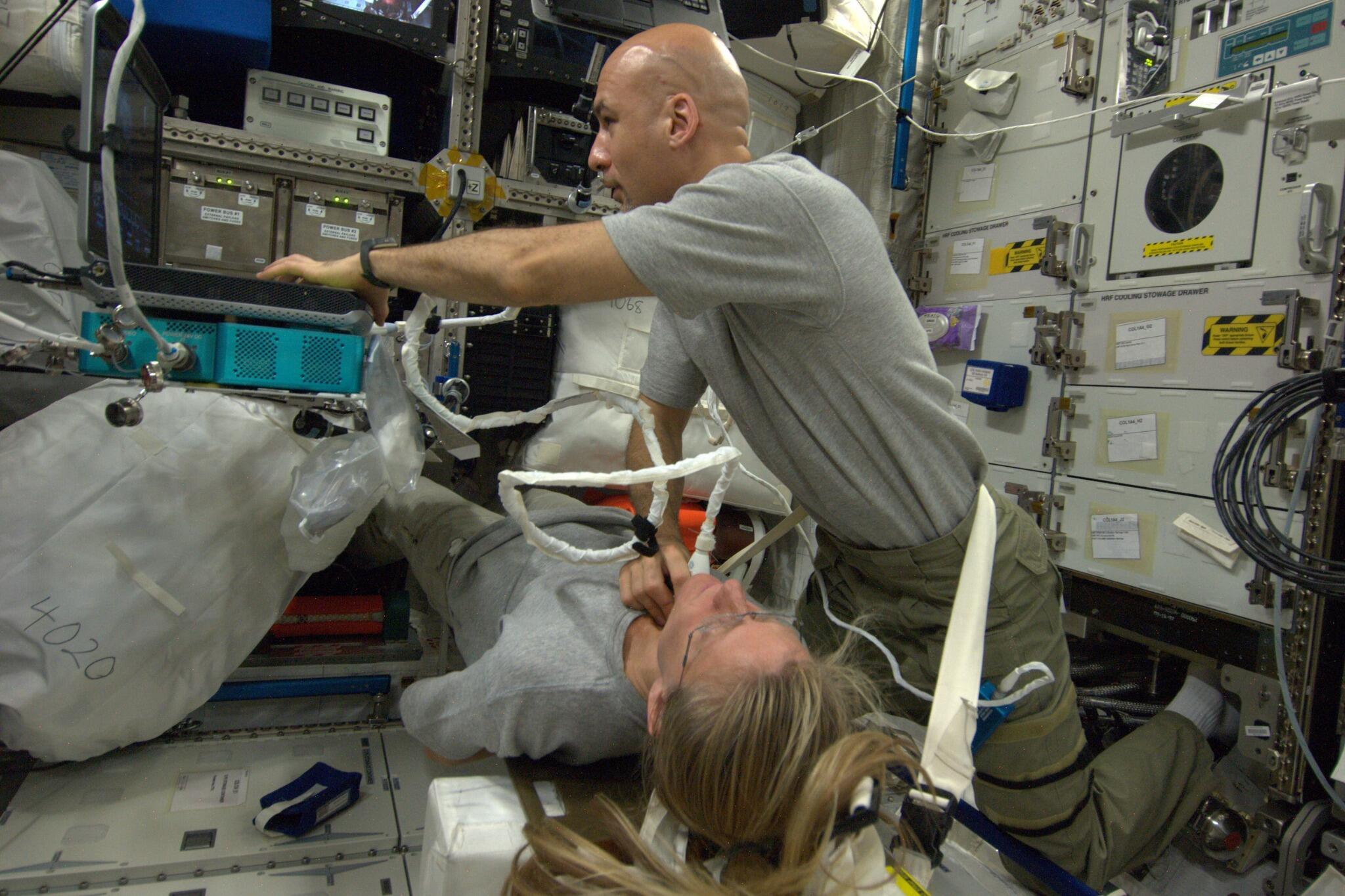
Ultraschalluntersuchung der Halswirbelsäule von Karen Nyberg

Das Fundoscope zur Tonometrie ist ein neues Gerät zur Ermittlung des Augeninnendrucks in der Schwerelosigkeit. Zudem werden Sehtests durchgeführt. In der Schwerelosigkeit leiden viele Raumfahrer unter abgeflachten Augäpfeln, eine Veränderung die auch nach der Rückkehr auf die Erde noch Auswirkungen haben kann. Ab Juli kommt mit der Optischen Kohärenztomografie (OCT), bei der Lichtreflexionen für ein dreidimensionales Bild des Inneren des Auges genutzt werden, eine weitere Untersuchungsmethode im Rahmen von Ocular Health (Augengesundheit) zum Einsatz. Neu sind auch Ultraschalluntersuchungen der Wirbelsäule, mit denen Veränderungen dreidimensional erfasst werden können.
Bei Vane Gap 1 wird erforscht, wie Flüssigkeiten ohne Verwendung einer aktiven Pumpe, allein von Kapillarkräften durch breite Leitungen, deren Querschnitt einem dünnen Spalt entspricht, transportiert werden können.
Das Projekt SPHERES (Synchronized Position Hold, Engage, Reorient Experimental Satellites) arbeitet mit programmierbaren, etwa 20 cm abmessenden Flugkörpern, welche sich innerhalb der Station einzeln oder in Formation bewegen können. Erprobt werden verschiedene Programme, in denen ein Zusammenspiel der drei Sphären erprobt wird.
Mit dem Surface Telerobotik Experiment (STE) soll untersucht werden, inwiefern ein bodengestütztes Roboterfahrzeug aus der Umlaufbahn effektiv ferngesteuert werden kann. Normalerweise geschieht dies immer umgekehrt. Eine Vielzahl von Experimenten an Bord der ISS wird über spezielle Kommandokanäle ferngesteuert und die Resultate per Video übertragen oder aufgezeichnet. Beim STE wurde nun erstmals eine Echtzeit-Steuerung aus dem All erprobt. Akteure waren dabei Christopher Cassidy und K10, ein am Ames-Forschungszentrum der NASA entwickeltes und gebautes Fahrzeug. Über Telemetrie und Video konnte Cassidy die Ausführung seiner Befehle beobachten. STE dient der Vorbereitung von Missionen, bei denen die Raumfahrer im Weltall bleiben und andere Himmelskörper mittels fernsteuerbarer Roboter untersuchen.
Erdbeobachtung wurde im Rahmen verschiedener Experimente durchgeführt, darunter Crew Earth Observation (CEO), Uragan, Ekon, IServ und Seiner. Neben routinemäßigen Wartungsarbeiten an Lebenserhaltungssystemen, Computer- oder Kommunikationstechnik, wurde das Laufband TVIS im russischen Segment demontiert und durch ein neueres Modell BD-2 ersetzt, das zuvor mit dem Frachter Progress-M 19M eingetroffen war. Auch im US-basierten Teil der Station wurde ein Sportgerät modernisiert: ARED (Advanced Resistive Exercise Device), eine Art Kraftsportinstallation, die mit Vakuumzylindern anstelle von Gewichten arbeitet.

### Frachterverkehr
Am 11. Juni legte der mit Abfällen beladene Frachter Progress-M 19M vom Heck der Station ab. Er blieb für weitere Untersuchungen noch bis zum 19. Juni in einer Erdumlaufbahn und wurde dann über dem Pazifik zum Verglühen gebracht. Beim Ankoppeln im April hatte man auf Handsteuerung aus dem Inneren der Station umgeschaltet, da der Arm einer für die Navigation benötigten Radarantenne nicht ausgeklappt war. Beim Abflug wurden die vom Transporter übermittelten Bilder des Kopplungsstutzens der Station genau unter die Lupe genommen, um sicher zu gehen, dass keine Beschädigungen entstanden waren. Kurioserweise klappte der Antennenarm bei Abkoppeln aus.

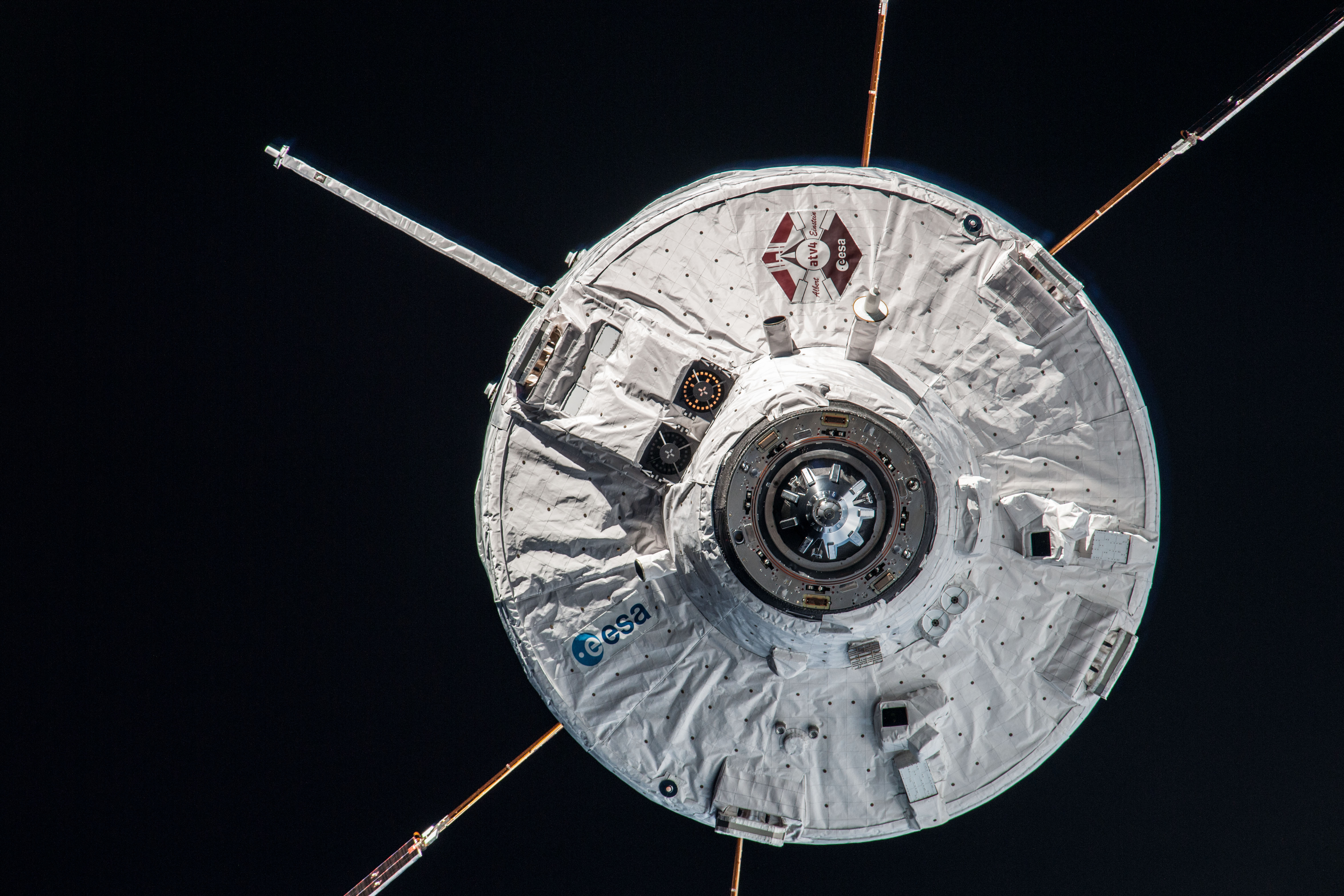
ATV 4 kurz vor der Kopplung

Am 15. Juni koppelte das 10 Tage zuvor gestartete Automated Transfer Vehicle ATV 4 „Albert Einstein“ am Stationsheck an. Auch hier hatte man vor der Endphase des Rendezvous mittels Kamera und Laser die Funktionstüchtigkeit der entsprechenden Navigationsanlagen ausführlicher als sonst geprüft. Das Andocken geschah dann mit höchster Präzision, der Sporn trat ohne Kontakt zum Konus direkt ins Zielloch ein.
Nach Herstellen einer festen Verbindung verzögerte sich das Öffnen der Luken etwas, da man eine Kontamination mit Schimmelsporen wie bei ATV 3 befürchtete. Die Besatzung bekam die Anweisung, bestimmte Frachttaschen so schnell wie möglich mit Desinfektionsmittel abzureiben.
An Bord des Frachters befanden sich rund 3,44 Tonnen Treibstoffe für Bahnanhebungsmanöver der ISS mit den ATV-Triebwerken sowie zum Nachfüllen der ISS-Tanks, 570 kg Wasser, 66 kg Luft und 33 kg Sauerstoff. Die sogenannte Trockenfracht umfasste etwa 1.400 verschiedene Teile mit einer Gesamtmasse von 2,5 Tonnen. Dazu zählen Bekleidung, Nahrungsmittel, Experimentiereinrichtungen und -materialien und Werkzeuge. Eine speziell italienisch-kulinarische Fracht umfasste Lasagne und Tiramisu.
Am 25. Juli wurde Progress-M 18M vom Modul Pirs abgekoppelt und verglühte in der darauf folgenden Nacht weitgehend in dichten Atmosphärenschichten. Mit dem Nachfolger, Progress-M 20M, der am Abend des 27. Juli startete und in der Nacht des Folgetages nach etwa 6 Stunden Flugzeit ankoppelte, gelangte neben Treibstoffen, Wasser, Nahrungsmitteln, Verbrauchsgütern und Ausrüstungen auch ein Reparaturkit für den Raumanzug von Luca Parmitano zur Station.
Am 3. August startete Kounotori 4 (HTV) vom japanischen Tangashima aus zur Internationalen Raumstation. Der Frachter navigierte am 9. August in die unmittelbare Nähe der Station und wurde mittels Manipulatorarm am Nadir-Port des Moduls Harmony angekoppelt. HTV 4 transportierte insgesamt etwa 5,4 t Material zur ISS, darunter Zubehör zu NASA- und JAXA-Einrichtungen, Nahrungsmittel, Trinkwasser, Versorgungsgüter, Experimentiergut, ein kleiner Roboter namens Kirobo sowie die vier Kleinsatelliten Pico Dragon, Ardusat 1, Ardusat X und TechEdSat 3. Nicht unter Druck stehende Fracht umfasste eine Energieumschalteinheit,
ein Energie- und Datenverteiler für eine Rotationseinheit zur Nachführung der großen Solarzellenpaneele sowie der Experimentalkomplex Space Test Program - Houston 4. Mit diesem werden wissenschaftlich-technische Untersuchungen zu Atmosphärenphysik, Temperatursteuerung, Strahlungsmessung, Datenverarbeitung und zur Beobachtung von durch Blitze verursachten Phänomenen angestellt.

### Bahnmanöver
Am 19. Juni wurden zwei Triebwerke des am Heck der Station angekoppelten Frachters ATV 4 für 6 Minuten und 47 Sekunden gezündet und damit eine Anhebung auf etwa 404 × 427 km Höhe erreicht. Dabei handelte es sich um einen Testlauf für zukünftigere größere Bahnanhebungen.
Am 10. Juli wurde ein weiteres Manöver mit den Triebwerken des ATV 4 vorgenommen. Im Verlaufe der zehnminütigen Antriebsphase wurde die Geschwindigkeit des Komplexes um 1,45 m/s erhöht, worauf die Bahnhöhe um 2,5 km anstieg.

### Außenbordarbeiten

#### 1. Ausstieg

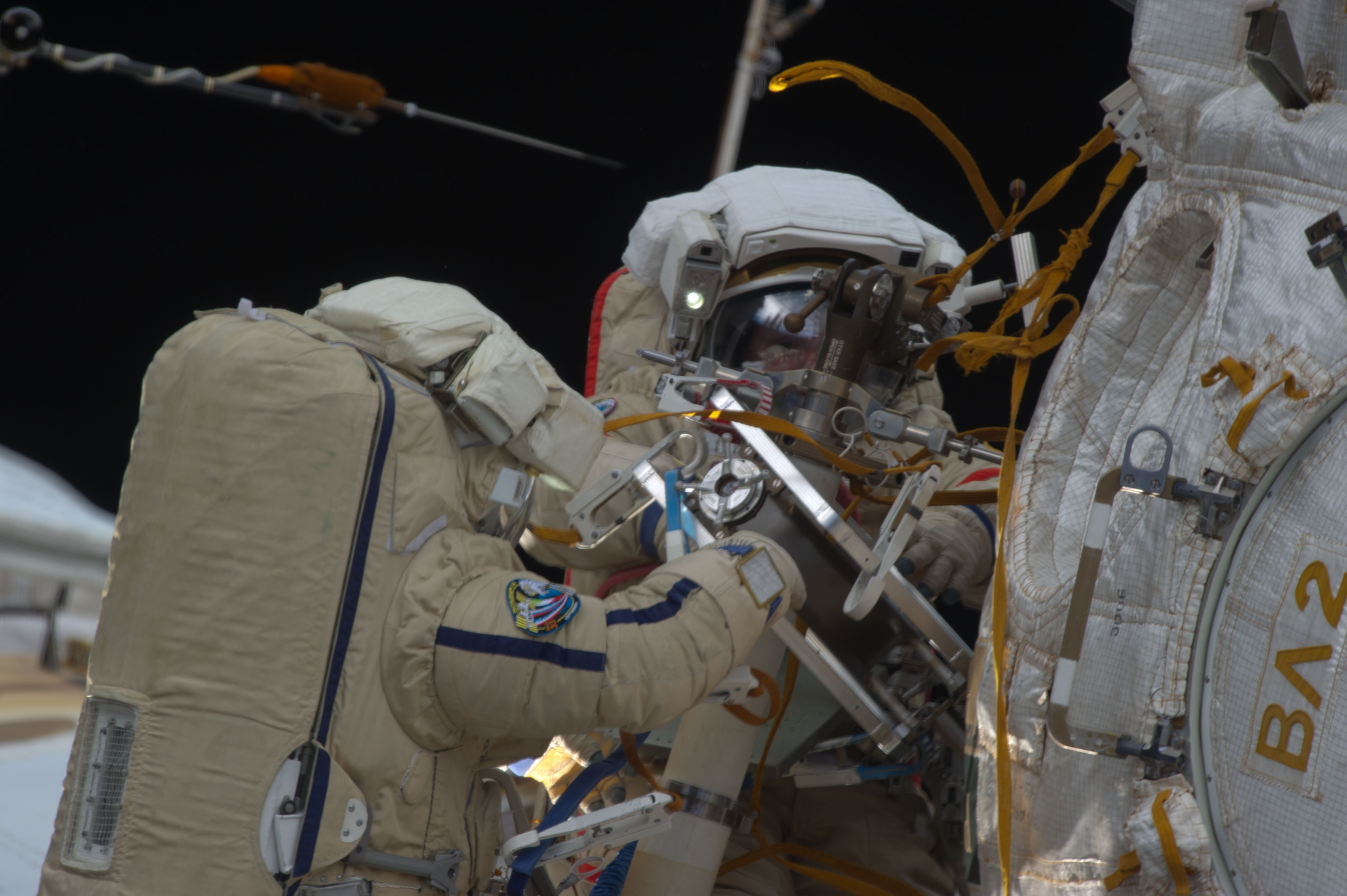
Alexander Misurkin und Fjodor Jurtschichin arbeiten außerhalb der Station.

Während des ersten Ausstiegs am 24. Juni (Jurtschichin/Misurkin) wurde ein Flussregelventil im Kühlsystem des Moduls Sarja ausgetauscht, ein Test am Kurs-Annäherungssystem durchgeführt, das Experiment Indikator installiert, Klemmen zur Befestigung von Daten- und Stromkabeln angebracht, mehrere Handläufe installiert sowie Teile der Experimente Foton-Gamma und Wuinosliwost geborgen.
Der Ausstieg begann gegen 13:32 Uhr UTC und dauerte 6 Stunden und 34 Minuten.

#### 2. & 3. Ausstieg
Die Ausstiege zwei und drei am 9. bzw. 16. Juli (Cassidy/Parmitano) hatten das Verlegen von Energie- und Netzwerkkabeln zum zukünftigen Andockplatz des russischen Labormoduls Naúka (sprich Na-u-ka) sowie Überbrückungskabeln zum Gitterelement Z1, die Bergung von Materialproben der Experimente MISSE (Materials ISS Experiment) und ORME (Optical Reflector Materials Experiment), das Lösen von Isolationsmaterial von einer Umschalteinheit und kleinere Arbeiten, wie das Verlegen von Kameras oder Fußhalterungen an neue künftige Einsatzorte zum Inhalt.
Der erste dieser beiden Ausstiege verlief problemlos, wobei Parmitano den ersten italienischen Außenbordeinsatz überhaupt durchführte. Der zweite Ausstieg musste vorzeitig beendet werden, weil sich in Parmitanos Helm eine größere Menge von Wasser angesammelt hatte. Zuerst wurde ein Leck im Trinkwasserbehälter vermutet, doch die Menge vergrößerte sich selbst nachdem Parmitano den Trinkwasservorrat leergetrunken hatte. Als das Wasser in seine Augen und Ohren, sowie in seine Nase eindrang, wurde entschieden, die Arbeiten sofort abzubrechen. Parmitano begab sich sofort in die Luftschleuse, während Cassidy noch Aufräumarbeiten erledigte. Parmitano konnte aufgrund des Wassers, das sich in der Schwerelosigkeit um seinen Kopf sammelte, weder sehen noch hören, bis ihm in der Raumstation der Helm abgenommen werden konnte.

#### 4. Ausstieg
Am 16. August führten Fjodor Jurtschichin und Alexander Misurkin den vierten Ausstieg durch, in dessen Verlauf zwei Stromkabel und ein Ethernetkabel entlang des Moduls Sarja sowie zwei Verbindungspaneele auf Poisk montiert wurden. Außerdem wurde ein Experimentiersatz für die Studie Wuinosliwost installiert, bei der verschiedene Materialien für längere Zeit den Bedingungen des offenen Weltraums ausgesetzt werden.
Für die Arbeiten, die insgesamt 7 Stunden und 29 Minuten andauerten, wurde der Strela-Kranarm Nummer 1 verwendet und auf bis zu 14 Meter ausgefahren. An dessen Ende wurde Fjodor Jurtschichin nebst Kabeltrommel zum Einsatzpunkt befördert. Wenig später folgte Alexander Misurkin den Kranarm entlang, wobei er Befestigungen zur Führung der Kabel an der Außenhaut von Sarja installierte.

#### 5. Ausstieg
Zu den Aufgaben des fünften Ausstiegs (Jurtschichin/Misurkin), der am 22. August stattfand, gehörten die Demontage einer komplexen Laser-Kommunikationseinheit, die Inspektion mehrerer Antennen des Annäherungssystems sowie die Installation einer Arbeitsstation, auf der im November zwei Kameras des Systems UrtheCast positioniert werden.